# Théorème de Brun

ce schéma représente la théorie

Le théorème de Brun énonce la convergence de la série des inverses des nombres premiers jumeaux. Sa somme est appelée constante de Brun.
Autrement dit la somme
{\displaystyle \sum \limits _{p,\,p+2\in \mathbb {P} }{\left({{\frac {1}{p}}+{\frac {1}{p+2}}}\right)}=\left({{\frac {1}{3}}+{\frac {1}{5}}}\right)+\left({{\frac {1}{5}}+{\frac {1}{7}}}\right)+\left({{\frac {1}{11}}+{\frac {1}{13}}}\right)+\cdots }
(où {\displaystyle \mathbb {P} } désigne l'ensemble des nombres premiers) est finie.

## Note historique
Le mathématicien norvégien Viggo Brun restera dans les mémoires comme étant l'inventeur des méthodes modernes de cribles combinatoires. Entre 1917 et 1924, il inventera et perfectionnera cette théorie, dont le principe repose sur le crible d'Ératosthène. L'utilisation du principe d'inclusion-exclusion (appelé aussi en combinatoire inégalités de Bonferroni) permet de théoriser ce crible : si l'on pose (pour {\displaystyle x} assez grand)
{\displaystyle P=\prod _{p\leq {\sqrt {x}}}p} le produit des nombres premiers {\displaystyle p\leq {\sqrt {x}}},
alors une condition nécessaire et suffisante pour qu'un entier {\displaystyle n} tel que {\displaystyle {\sqrt {x}}<n\leq x} soit premier est que {\displaystyle \operatorname {pgcd} (n,P)=1}.
Ainsi, si {\displaystyle \pi (x)} désigne le nombre de nombres premiers {\displaystyle p\leq x} et si l'on note {\displaystyle \delta _{1}} la fonction arithmétique valant 1 au point 1 et 0 en tout autre entier, alors le crible d'Ératosthène s'écrit :
{\displaystyle \pi (x)-\pi ({\sqrt {x}})+1=\sum _{n\leq x}\delta _{1}(\operatorname {pgcd} (n,P))}.
En utilisant la formule d'inversion de Möbius, il vient :
{\displaystyle \pi (x)-\pi ({\sqrt {x}})+1=\sum _{d\mid P}\mu (d)\left\lfloor {\frac {x}{d}}\right\rfloor },
où {\displaystyle \mu } désigne la fonction de Möbius et {\displaystyle \lfloor ~\rfloor } la fonction partie entière.
Comment estimer cette dernière somme ? À ce stade, si l'on utilise l'égalité évidente {\displaystyle \lfloor t\rfloor =t+O(1)}, on obtient un terme d'erreur de {\displaystyle O(2^{\sqrt {x}})} bien trop gros pour fournir des renseignements quant à la distribution des nombres premiers.
En fait, ce crible d'Ératosthène repose sur la formule d'inversion de Möbius qui s'écrit plus simplement {\displaystyle \sum _{d\mid n}\mu (d)=\delta _{1}(n)}, formule trop « directe » pour être utilisable en pratique.
L'idée de Brun consiste à déterminer deux fonctions, notées disons {\displaystyle \mu _{1}} et {\displaystyle \mu _{2}}, de sorte que l'on ait
{\displaystyle \sum _{d\mid n}\mu _{1}(d)\leq \delta _{1}(n)\leq \sum _{d\mid n}\mu _{2}(d)}
et telles que ces fonctions s'annulent suffisamment souvent pour obtenir des termes d'erreur exploitables.
La détermination de telles fonctions pose un problème délicat d'optimisation, et ce travail est toujours d'actualité aujourd'hui.
Brun a choisi les fonctions suivantes :
Si l'on note {\displaystyle 1_{t}} la fonction indicatrice de l'ensemble des entiers {\displaystyle n} tels que {\displaystyle \omega (n)\leq t}
(où {\displaystyle \omega (n)} désigne le nombre de facteurs premiers distincts de {\displaystyle n}), alors on peut prendre pour tout entier {\displaystyle m\geq 0} :
{\displaystyle \mu _{1}(n)=\mu (n)\times 1_{2m+1}(n)} et {\displaystyle \mu _{2}(n)=\mu (n)\times 1_{2m}(n)}.
La théorie reposant sur ces fonctions conduit alors au résultat essentiel suivant : 
{\displaystyle \sum \limits _{p,\,p+2\in \mathbb {P}  \atop p\leq x}1\ll x\left({\frac {\ln \ln x}{\ln x}}\right)^{2}},
d'où l'on déduit que la série des inverses des nombres premiers jumeaux converge.
Remarque : On conjecture que cette série est bien une somme infinie, c'est-à-dire qu'il existe une infinité de nombres premiers jumeaux, mais si cela n'était finalement pas le cas, le théorème de Brun deviendrait trivial, énonçant simplement qu'une somme finie est finie.

## Référence
Viggo Brun, « La série 1/5 + 1/7 + 1/11 + 1/13 + 1/17 + 1/19 + 1/29 + 1/31 + 1/41 + 1/43 + 1/59 + 1/61 + ... où les dénominateurs sont « nombres premiers jumeaux » est convergente ou finie », Bulletin des Sciences Mathématiques, vol. 43,‎ 1919, p. 100-104 et 124-128 (lire en ligne)